# Romain Thiery
 (mai 2022).
La mise en forme du texte ne suit pas les recommandations de Wikipédia : il faut le « wikifier ».
Les points d'amélioration suivants sont les cas les plus fréquents. Le détail des points à revoir est peut-être précisé sur la page de discussion.
- Les titres sont pré-formatés par le logiciel. Ils ne sont ni en capitales, ni en gras.
- Le texte ne doit pas être écrit en capitales (les noms de famille non plus), ni en gras, ni en italique, ni en « petit »…
- Le gras n'est utilisé que pour surligner le titre de l'article dans l'introduction, une seule fois.
- L'italique est rarement utilisé : mots en langue étrangère, titres d'œuvres, noms de bateaux, etc.
- Les citations ne sont pas en italique mais en corps de texte normal. Elles sont entourées par des guillemets français : « et ».
- Les listes à puces sont à éviter, des paragraphes rédigés étant largement préférés. Les tableaux sont à réserver à la présentation de données structurées (résultats, etc.).
- Les appels de note de bas de page (petits chiffres en exposant, introduits par l'outil «  Source ») sont à placer entre la fin de phrase et le point final[comme ça].
- Les liens internes (vers d'autres articles de Wikipédia) sont à choisir avec parcimonie. Créez des liens vers des articles approfondissant le sujet. Les termes génériques sans rapport avec le sujet sont à éviter, ainsi que les répétitions de liens vers un même terme.
- Les liens externes sont à placer uniquement dans une section « Liens externes », à la fin de l'article. Ces liens sont à choisir avec parcimonie suivant les règles définies. Si un lien sert de source à l'article, son insertion dans le texte est à faire par les notes de bas de page.
- La présentation des références doit suivre les conventions bibliographiques. Il est recommandé d'utiliser les modèles {{Ouvrage}}, {{Chapitre}}, {{Article}}, {{Lien web}} et/ou {{Bibliographie}}. Le mode d'édition visuel peut mettre en forme automatiquement les références.
- Insérer une infobox (cadre d'informations à droite) n'est pas obligatoire pour parachever la mise en page.

Pour une aide détaillée, merci de consulter Aide:Wikification.
Si vous pensez que ces points ont été résolus, vous pouvez retirer ce bandeau et améliorer la mise en forme d'un autre article.
Pour les articles homonymes, voir Thiery.
Romain Thiery est un artiste, photographe français né le 4 juillet 1988 à Bergerac.
Son travail photographique autour des pianos a été publié et est exposé régulièrement,

## Biographie
En 2009, il découvre un piano abandonné dans un château, ce sera le début de sa série photographiquePour réaliser sa série Requiem pour pianos, Romain Thiery a exploré plusieurs pays dont la France, l’Espagne, l’Italie, l’Autriche, l’Allemagne, la Pologne, la république tchèque, la Slovénie, la Belgique, la Roumanie, la Bulgarie et l’Ukraine,,,,,.

## Expositions

### 2022
- Salon de la Photographie de Strasbourg, Strasbourg, France[10]
- Les Voix du Piano – Poleymieux[11]

La Roque d'Anthéron, France,

### 2021
- Salle Gaveau, Paris, France[14]
- Galerie Arts V12, Anger, France [15]
- Galerie House of Lucie, Budapest, Hongrie[16]
- Musée Fragonard, Maison Alfort, France[17]
- Galerie le Carreau, Cergy-Pontoise, France[18]
- Maison Relin, Béziers, France[19]
- Praxis Gallery, Minneapolis, États-Unis [20]
- Renoma, Paris, France[21],[22],[23]
- Sartorio Museum, Trieste, Italie[24]

### 2020
- Nox Gallery, Tel-Aviv, Israel [25]

### 2019
- Les Rencontres de la photographie, Chabeuil, France[26],[27]
- State Art Gallery, Hyderabad, India[28]
- Galerie PITA, Bourges, France[29]

### 2018
- Galerie Graine de Photographe, Paris, France [30]
- OnOff Galerie, Paris, France
- Abalone Gallery, Trondheim, Norvège[31]
- BokehBokeh Gallery, San Francisco, États-Unis[31]
- Light Time Space Gallery, Jupiter, États-Unis[32]
- Bowery Poetry Club, New-York, États-Unis[33]
- Fotofever, Paris, France[34]

### 2017
- Art me Out Gallery, New York, Etats-Unis[35].
- Galerie des Capucins, Uzès, France[35].
- Galerie 30, Paris, France[36]

### 2016
- Le Volodia, Montpellier, France[35]
- Festival photo “Les Azimutés d’Uzès”, Uzès, France[35].
- Arcanes Photos, Montpellier, France[35].

### 2015
- Galerie Cubik, Montpellier, France[35]
- Bric à Brac, Montpellier, France

## Récompenses
- 2020 - 1er prix au Tokyo International Foto Awards (TIFA), catégorie Architecture[37],[38]
- 2020 - Finaliste au Urban Photo Awards d'Italie
- 2019 - Photographe de l'année au Moscow International Foto Award (MIFA)[39]
- 2019 - Finaliste de l'Open Call du Indian Photography Festival
- 2017 - Lauréat du festival photo ” Les Azimutés d’Uzès”, prix du public, Uzès, France [35]

## Ouvrage
- Requiem pour pianos, Éditions Odyssée[40], 2022, 224 p.
- À la recherche de l'instrument Roi, Auto-édition, 2019, 120 p.
- Requiem pour pianos, Auto-édition, 2017, 96 p.